# Langkampfen
Langkampfen är en kommun i distriktet Kufstein i förbundslandet Tyrolen i Österrike. Den ligger vid floden Inn.
Kommunen består av fyra orter (Ortschaften) (inom parentes invånarantal 1 januari 2024):
- Morsbach (82)
- Niederbreitenbach (1 221)
- Oberlangkampfen (992)
- Unterlangkampfen (1 965)